# Barîlivka, Krasnopillea
Barîlivka (în ucraineană Барилівка) este un sat în comuna Sinne din raionul Krasnopillea, regiunea Sumî, Ucraina.

## Demografie
Componența lingvistică a localității Barîlivka
     Ucraineană (90,71%)
     Rusă (9,29%)
Conform recensământului din 2001, majoritatea populației localității Barîlivka era vorbitoare de ucraineană (90,71%), existând în minoritate și vorbitori de rusă (9,29%).